# Xã Freeman, Quận Clay, Iowa
Xã Freeman (tiếng Anh: Freeman Township) là một xã thuộc quận Clay, tiểu bang Iowa, Hoa Kỳ. Năm 2010, dân số của xã này là 400 người.